# Liste des matchs de l'équipe de Côte d'Ivoire de football par adversaire
 (11mars  2025).

logo de la fédération ivoirienne de football.

Cette liste présente les matchs de l'équipe de Côte d'Ivoire de football par adversaire rencontré. Lorsqu'une rivalité footballistique particulière existe entre la Côte d'Ivoire et un autre pays, une page spécifique est parfois proposée.
- Haut – A
- B
- C
- D
- E
- F
- G
- H
- I
- J
- K
- L
- M
- N
- O
- P
- Q
- R
- S
- T
- U
- V
- W
- X
- Y
- Z

## A

### Afrique du Sud

#### Confrontations
Confrontations entre l'Afrique du Sud et la Côte d'Ivoire  :
|   | Date             | Lieu           | Match                          | Score | Compétition                                                   |
| - | ---------------- | -------------- | ------------------------------ | ----- | ------------------------------------------------------------- |
| 1 | 30 novembre 1994 | Port Elizabeth | Afrique du Sud - Côte d'Ivoire | 0-0   | Match amical                                                  |
| 2 | 11 février 1998  | Bobo-Dioulasso | Afrique du Sud - Côte d'Ivoire | 1-1   | Coupe d'Afrique des nations 1998 (gr. C)                      |
| 3 | 8 septembre 2002 | Abidjan        | Côte d'Ivoire - Afrique du Sud | 0-0   | Qualifications à la Coupe d'Afrique des nations 2004 (gr. 11) |
| 4 | 22 juin 2003     | Polokwane      | Afrique du Sud - Côte d'Ivoire | 2-1   | Qualifications à la Coupe d'Afrique des nations 2004 (gr. 11) |
| 5 | 12 novembre 2011 | Port Elizabeth | Afrique du Sud - Côte d'Ivoire | 1-1   | Match amical                                                  |
| 6 | 30 novembre 2014 | Nelspruit      | Afrique du Sud - Côte d'Ivoire | 2-0   | Match amical                                                  |
| 7 | 24 juin 2019     | Le Caire       | Côte d'Ivoire - Afrique du Sud | 1-0   | Coupe d'Afrique des nations 2019 (gr. D)                      |

.
Date :Octobre 2023
Lieu : Abidjan.
Stade :  Stade Félix Houphouët-Boigny 
Compétition: Amical.
Score :  Côte d'Ivoire 1-1  Afrique du Sud 

#### Bilan
Au 29 juin 2019 :
- Total de matchs disputés : 8
- Victoires de l'Afrique du Sud : 2
- Matchs nuls : 5
- Victoires de la Côte d'Ivoire : 1
- Total de buts marqués par l'Afrique du Sud : 6
- Total de buts marqués par la Côte d'Ivoire : 5

### Algérie

#### Confrontations
Confrontations entre l'Algérie et la Côte d'Ivoire en matches officiels :
|    | Date             | Lieu        | Match                   | Score           | Compétition                                                         |
| -- | ---------------- | ----------- | ----------------------- | --------------- | ------------------------------------------------------------------- |
| 1  | 18 juillet 1965  | Brazzaville | Côte d'Ivoire - Algérie | 1-0             | Jeux africains de 1965 (gr. 2)                                      |
| 2  | 25 juillet 1965  | Brazzaville | Côte d'Ivoire - Algérie | 1-0             | Jeux africains de 1965 (match pour la 3e place)                     |
| 3  | 12 janvier 1968  | Addis-Abeba | Côte d'Ivoire - Algérie | 3-0             | Coupe d'Afrique des nations 1968 (gr. A)                            |
| 4  | 23 août 1983     |             | Algérie - Côte d'Ivoire | 3-0             | Match amical                                                        |
| 5  | 1er janvier 1985 | Abidjan     | Côte d'Ivoire - Algérie | 1-1             | Match amical                                                        |
| 6  | 14 décembre 1986 | Alger       | Algérie - Côte d'Ivoire | 2-1             | Match amical                                                        |
| 7  | 13 mars 1988     | Casablanca  | Algérie - Côte d'Ivoire | 1-1             | Coupe d'Afrique des nations 1988 (gr. A)                            |
| 8  | 11 juin 1989     | Abidjan     | Côte d'Ivoire - Algérie | 0-0             | Tours préliminaires à la Coupe du monde 1990 (zone Afrique - gr. 1) |
| 9  | 25 août 1989     | Annaba      | Algérie - Côte d'Ivoire | 1-0             | Tours préliminaires à la Coupe du monde 1990 (zone Afrique - gr. 1) |
| 10 | 5 mars 1990      | Alger       | Algérie - Côte d'Ivoire | 3-0             | Coupe d'Afrique des nations 1990 (gr. A)                            |
| 11 | 13 janvier 1992  | Ziguinchor  | Côte d'Ivoire - Algérie | 3-0             | Coupe d'Afrique des nations 1992 (gr. C)                            |
| 12 | 16 avril 1993    | Tlemcen     | Algérie - Côte d'Ivoire | 1-1             | Tours préliminaires à la Coupe du monde 1994 (zone Afrique - gr. 1) |
| 13 | 18 juillet 1993  | Abidjan     | Côte d'Ivoire - Algérie | 1-0             | Tours préliminaires à la Coupe du monde 1994 (zone Afrique - gr. 1) |
| 14 | 26 novembre 1995 | Libreville  | Côte d'Ivoire - Algérie | 0-0             | Match amical                                                        |
| 15 | 2 décembre 1995  | Libreville  | Côte d'Ivoire - Algérie | 0-0 (tab : 3-1) | Match amical                                                        |
| 16 | 6 octobre 1996   | Alger       | Algérie - Côte d'Ivoire | 4-1             | Qualifications à la Coupe d'Afrique des nations 1998 (gr. 2)        |
| 17 | 2 juin 1997      | Bouaké      | Côte d'Ivoire - Algérie | 2-1             | Qualifications à la Coupe d'Afrique des nations 1998 (gr. 2)        |
| 18 | 24 janvier 2010  | Cabinda     | Côte d'Ivoire - Algérie | 2-3 (ap)        | Coupe d'Afrique des nations 2010 (quart de finale)                  |
| 19 | 30 janvier 2013  | Rustenburg  | Algérie - Côte d'Ivoire | 2-2             | Coupe d'Afrique des nations 2013 (gr. D)                            |
| 20 | 1er février 2015 | Malabo      | Côte d'Ivoire - Algérie | 3-1             | Coupe d'Afrique des nations 2015 (quart de finale)                  |
| 21 | 11 juillet 2019  | Suez        | Côte d'Ivoire - Algérie | 1-1 (tab : 3-4) | Coupe d'Afrique des nations 2019 (quart de finale)                  |
| 22 | 20 janvier 2022  | Douala      | Côte d'Ivoire - Algérie | 3-1             | CAN 2022 (gr. E)                                                    |

#### Bilan
- Total de matchs disputés : 20
- Victoires de l'Algérie : 7
- Matchs nuls : 7
- Victoires de la Côte d'Ivoire : 8
- Total de buts marqués par l'Algérie : 28
- Total de buts marqués par la Côte d'Ivoire : 27

### Angola
| Date             | Lieu           | Match                  | Score | Compétition                                 |
| 9 avril 1989     | Luanda         | Angola - Côte d'Ivoire | 0 - 2 | Qualifications pour la Coupe d'Afrique 1990 |
| 23 avril 1989    | Abidjan        | Côte d'Ivoire - Angola | 4 - 1 | Qualifications pour la Coupe d'Afrique 1990 |
| 16 février 1998  | Bobo-Dioulasso | Côte d'Ivoire - Angola | 5 - 2 | Coupe d'Afrique 1998                        |
| 17 novembre 2007 | Melun          | Angola - Côte d'Ivoire | 2 - 1 | Match amical                                |
| 30 janvier 2012  | Malabo         | Côte d'Ivoire - Angola | 2 - 0 | Phase finale de la CAN                      |

Bilan
- Total de matchs disputés : 5
- Victoires de l'équipe d'Angola : 1
- Victoires de l'équipe de Côte d'Ivoire : 4
- Match nul : 0

### Argentine
| Date            | Lieu     | Match                     | Score | Compétition                                 |
| 16 octobre 1992 | Riyad    | Argentine - Côte d'Ivoire | 4 - 0 | Coupe des confédérations 1992 (demi-finale) |
| 10 juin 2006    | Hambourg | Argentine - Côte d'Ivoire | 2 - 1 | Coupe du monde 2006 (groupe C)              |

Bilan
- Total de matchs disputés : 2
- Victoire de l'équipe d'Argentine : 2
- Victoire de l'équipe de Côte d'Ivoire : 0
- Match nul : 0

## B

### Bénin
| Date               | Lieu         | Match                   | Score | Compétition                           |
| 13 avril 1960      | Cotonou,     | Dahomey - Côte d'Ivoire | 2 - 3 | Match amical                          |
| 16 septembre 1979  | Cotonou,     | Bénin - Côte d'Ivoire   | 1 - 0 | qualification à la CAN                |
| 30 septembre 1979  | Abidjan,     | Côte d'Ivoire - Bénin   | 4 - 1 | qualification à la CAN                |
| 17 février 1982    | Cotonou,     | Bénin - Côte d'Ivoire   | 3 - 3 | Match amical                          |
| 25 novembre 1984   | Ouagadougou, | Côte d'Ivoire - Bénin   | 0 - 0 | Match amical                          |
| 11 août 1991       | Cotonou,     | Bénin - Côte d'Ivoire   | 0 - 3 | Match amical                          |
| 1er septembre 1991 | Abidjan,     | Côte d'Ivoire - Bénin   | 1 - 0 | Match amical                          |
| 26 janvier 1997    | Bouaké,      | Côte d'Ivoire - Bénin   | 1 - 0 | qualification à la CAN                |
| 13 juillet 1997    | Cotonou,     | Bénin - Côte d'Ivoire   | 0 - 0 | qualification à la CAN                |
| 10 octobre 2004    | Cotonou,     | Bénin - Côte d'Ivoire   | 0 - 1 | Qualifications pour la coupe du monde |
| 27 mars 2005       | Abidjan,     | Côte d'Ivoire - Bénin   | 3 - 0 | Qualifications pour la coupe du monde |
| 25 janvier 2008    | Sekondi,     | Côte d'Ivoire - Bénin   | 4 - 1 | phase finale à la CAN                 |
| 27 mars 2011       | Accra,       | Côte d'Ivoire - Bénin   | 2 - 1 | qualification à la CAN                |
| 5 juin 2011        | Cotonou,     | Bénin - Côte d'Ivoire   | 2 - 6 | qualification à la CAN                |

Date: Septembre 2019.
Lieu : France.
Compétition : Amical.
Score :  Côte d'Ivoire  2-0  Bénin 
Bilan
- Total de matchs disputés : 15
- Victoires de l'équipe du Bénin : 1
- Victoires de l'équipe de Côte d'Ivoire : 11
- Match nul : 3

### Botswana
| Date            | Lieu      | Match                    | Score | Compétition                           |
| 11 octobre 1992 | Abidjan,  | Côte d'Ivoire - Botswana | 6 - 0 | qualifications pour la coupe du monde |
| 17 janvier 1993 | Gaborone, | Botswana - Côte d'Ivoire | 0 - 0 | qualifications pour la coupe du monde |
| 14 juin 2008    | Gaborone, | Botswana - Côte d'Ivoire | 1 - 1 | qualifications pour la coupe du monde |
| 22 juin 2008    | Abidjan,  | Côte d'Ivoire - Botswana | 4 - 0 | qualifications pour la coupe du monde |

Bilan
- Total de matchs disputés : 4
- Victoire de l'équipe du Botswana : 0
- Victoire de l'équipe de Côte d'Ivoire : 2
- Match nul : 2

### Brésil
| Date         | Lieu          | Match                  | Score | Compétition                    |
| 20 juin 2010 | Johannesbourg | Brésil - Côte d'Ivoire | 3 - 1 | Coupe du monde 2010 (groupe G) |

Bilan
- Total de matchs disputés : 1
- Victoires de l'équipe du Brésil : 1
- Victoires de l'équipe de Côte d'Ivoire : 0
- Match nul : 0

### Burkina Faso
| Date              | Lieu                   | Match                        | Score | Compétition                           |
| 4 septembre 1976  | Ouagadougou,           | Haute-Volta - Côte d'Ivoire  | 1 - 1 | qualifications pour la coupe du monde |
| 26 septembre 1976 | Abidjan, Côte d'Ivoire | Côte d'Ivoire - Haute-Volta  | 2 - 0 | qualifications pour la coupe du monde |
| 18 septembre 1977 | Ouagadougou,           | Haute-Volta - Côte d'Ivoire  | 0 - 1 | qualification à la CAN                |
| 2 octobre 1977    | Abidjan,               | Côte d'Ivoire - Haute-Volta  | 4 - 1 | qualification à la CAN                |
| 22 janvier 1995   | Abidjan,               | Côte d'Ivoire - Burkina Faso | 2 - 2 | qualification à la CAN                |
| 30 juillet 1995   | Ouagadougou,           | Burkina Faso - Côte d'Ivoire | 1 - 1 | qualification à la CAN                |
| 9 juin 1996       | Abidjan,               | Côte d'Ivoire - Burkina Faso | 1 - 1 | Match Amical                          |
| 2 novembre 1997   | Bouaké,                | Côte d'Ivoire - Burkina Faso | 0 - 0 | Match Amical                          |
| 27 décembre 1997  | Ouagadougou,           | Burkina Faso - Côte d'Ivoire | 2 - 0 | Match amical                          |
| 30 août 1998      | Ouagadougou,           | Burkina Faso - Côte d'Ivoire | 1 - 1 | Match amical                          |
| 29 décembre 1999  | Abidjan,               | Côte d'Ivoire - Burkina Faso | 3 - 1 | Match amical                          |
| 20 juin 2009      | Ouagadougou,           | Burkina Faso - Côte d'Ivoire | 2 - 3 | qualifications pour la coupe du monde |
| 5 septembre 2009  | Abidjan,               | Côte d'Ivoire - Burkina Faso | 5 - 0 | qualifications pour la coupe du monde |
| 11 janvier 2010   | Cabinda,               | Côte d'Ivoire - Burkina Faso | 0 - 0 | phase finale de la CAN                |
| 26 janvier 2011   | Malabo,                | Côte d'Ivoire - Burkina Faso | 2 - 0 | phase finale à la CAN                 |
| 5 juin 2021       | Abidjan,               | Côte d'Ivoire - Burkina Faso | 2 - 1 | Match amical                          |

Date : Octobre 2022.
Lieu : France.
Compétition: Amical.
Score :Burkina Faso 2-1 Côte d'Ivoire
Bilan
- Total de matchs disputés : 17
- Victoires de l'équipe de Côte d'Ivoire : 8
- Victoires de l'équipe du Burkina Faso : 2
- Match nul : 7

### Burundi
| Date             | Lieu       | Match                    | Score | Compétition             |
| 30 mars 2003     | Bujumbura, | Burunudi - Côte d'Ivoire | 0 - 1 | qualification à la CAN  |
| 8 juin 2003      | Abidjan,   | Côte d'Ivoire - Burunudi | 6 - 1 | qualification à la CAN  |
| 9 octobre 2010   | Bujumbura, | Burunudi - Côte d'Ivoire | 0 - 1 | qualification à la CAN  |
| 9 octobre 2011   | Abidjan,   | Côte d'Ivoire - Burunudi | 2 - 1 | qualification à la CAN  |
| 17 Mars 2024     | Bujumbura, | Burunudi - Côte d'Ivoire |       | FIFA 2026 Qualification |
| 1 Septembre 2025 | Bouaké,    | Côte d'Ivoire - Burunudi |       | FIFA 2026 Qualification |

Bilan
- Total de matchs disputés : 4
- Victoires de l'équipe de Côte d'Ivoire : 4
- Victoires de la équipe du Burundi : 0
- Match nul : 0

## C

### Cameroun
| Date             | Lieu         | Match                    | Score                   | Compétition                           |
| 6 février 1970   | Khartoum     | Cameroun - Côte d'Ivoire | 3 - 2                   | phase de la CAN                       |
| 10 mars 1984     | Abidjan,     | Cameroun - Côte d'Ivoire | 2 - 0                   | phase de la CAN                       |
| 17 mars 1986     | Le Caire,    | Cameroun - Côte d'Ivoire | 1 - 0                   | phase de la CAN                       |
| 17 février 1991  | Dakar,       | Cameroun - Côte d'Ivoire | 2 - 3                   | Match amical                          |
| 23 janvier 1992  | Dakar,       | Cameroun - Côte d'Ivoire | 0 - 0 (a.p.) (1-3 TAB)  | phase de la CAN                       |
| 30 novembre 1995 | Libreville,  | Côte d'Ivoire - Cameroun | 2 - 1                   | tournoi amical                        |
| 28 janvier 2000  | Accra,       | Cameroun - Côte d'Ivoire | 3 - 0                   | phase de la CAN                       |
| 25 janvier 2002  | Sikasso,     | Cameroun - Côte d'Ivoire | 1 - 0                   | phase de la CAN                       |
| 11 février 2003  | Châteauroux, | Cameroun - Côte d'Ivoire | 0 - 3                   | match amical                          |
| 4 juillet 2004   | Yaounde,     | Cameroun - Côte d'Ivoire | 2 - 0                   | qualifications pour la coupe du monde |
| 4 septembre 2005 | Abidjan,     | Côte d'Ivoire - Cameroun | 2 - 3                   | qualifications pour la coupe du monde |
| 4 février 2006   | Le Caire,    | Cameroun - Côte d'Ivoire | 1 - 1(a.p.) (11-12 TAB) | phase de la CAN                       |
| 28 janvier 2015  | Malabo,      | Côte d'Ivoire - Cameroun | 1 - 0                   | phase de la CAN - Groupe D            |
| 30 janvier 2016  | Huye,        | Cameroun - Côte d'Ivoire | 0 - 3 (a.p.)            | phase de la CHAN                      |

Date : Septembre 2021.
Lieu :  Stade Olympique Alassane Ouattara  
Compétition :Qualifications pour la Coupe du monde 2022.
Score :  Côte d'Ivoire  2-1  Cameroun 
|Date :16 novembre 2021 
Lieu:  Douala 
Compétition : Qualifications pour la Coupe du monde 2022.
Score :   Cameroun 1-0 Côte d'Ivoire 
Bilan
- Total de matchs disputés : 16
- Victoires de l'équipe de Côte d'Ivoire : 9
- Victoires de l'équipe du Cameroun : 9
- Match nul : 1

### Centrafrique
| Date              | Lieu     | Match                        | Score | Compétition            |
| 16 septembre 1973 | Bangui,  | Centrafrique - Côte d'Ivoire | 4 - 2 | qualification à la CAN |
| 30 septembre 1973 | Abidjan, | Côte d'Ivoire - Centrafrique | 2 - 1 | qualification à la CAN |

Date : Octobre 2018.
Lieu :  Abidjan  ( Côte d'Ivoire )
Score : Côte d'Ivoire 4-0 Centrafrique.
Compétition : Qualifications pour la CAN 2019.
Date : Octobre 2018.
Lieu: Bangui ( Centrafrique )
Score : Centrafrique 0-0 Côte d'Ivoire.
Compétition : Qualifications pour la CAN 2019.
Bilan
- Total de matchs disputés : 3
- Victoires de l'équipe de Côte d'Ivoire : 2
- Victoires de l'équipe du Centrafrique : 1
- Match nul : 1

### Colombie
| Date         | Lieu     | Match                    | Score | Compétition                    |
| 19 juin 2014 | Brasilia | Colombie - Côte d'Ivoire | 2-1   | Coupe du monde 2014 (Groupe C) |

Bilan
- Total de matchs disputés : 1
- Victoires de l'équipe de Côte d'Ivoire : 0
- Victoires de l'équipe de Colombie : 1
- Matchs nuls : 0

### Comores

#### Confrontations
Confrontations entre la Côte d'Ivoire et les Comores :
|   | Date        | Lieu             | Match                   | Score | Compétition  |
| - | ----------- | ---------------- | ----------------------- | ----- | ------------ |
| 1 | 7 juin 2019 | Boulogne-sur-Mer | Côte d'Ivoire - Comores | 3-1   | Match amical |

2: Date : Mars 2023.
Lieu :  Bouaké  ( Côte d'Ivoire)
Score : Côte d'Ivoire 3-1 Comores.
Compétition : Qualifications pour la CAN 2023.
3: Date : Mars 2023.
Lieu :  Comores.
Score : Comores 0-2  Côte d'Ivoire  
Compétition : Qualifications pour la CAN 2023.

#### Bilan
Au 16 juin 2019 :
- Total de matchs disputés : 1
- Victoires de la Côte d'Ivoire : 1
- Matchs nuls : 0
- Victoires des Comores : 0
- Total de buts marqués par la Côte d'Ivoire : 3
- Total de buts marqués par les Comores : 1

### Congo-Brazzaville
| Date              | Lieu          | Match                 | Score | Compétition                           |
| 13 octobre 1971   | Abidjan       | Côte d'Ivoire - Congo | 3 - 2 | qualification à la CAN                |
| 27 octobre 1971   | Brazzaville   | Congo - Côte d'Ivoire | 2 - 0 | qualification à la CAN                |
| 14 septembre 1975 | Brazzaville   | Congo - Côte d'Ivoire | 1 - 0 | qualification à la CAN                |
| 28 septembre 1975 | Abidjan       | Côte d'Ivoire - Congo | 2 - 1 | qualification à la CAN                |
| 13 février 1977   | Abidjan       | Côte d'Ivoire - Congo | 3 - 2 | qualifications pour la Coupe du monde |
| 27 février 1977   | Brazzaville,  | Congo - Côte d'Ivoire | 1 - 3 | qualifications pour la Coupe du monde |
| 29 mars 1987      | Abidjan,      | Côte d'Ivoire - Congo | 2 - 0 | qualification à la CAN                |
| 5 avril 1987      | Brazzaville   | Congo - Côte d'Ivoire | 1 - 2 | qualification à la CAN                |
| 15 janvier 1992   | Ziguinchor    | Côte d'Ivoire - Congo | 0 - 0 | phase finale de la CAN                |
| 2 juin 1996       | Brazzaville   | Congo - Côte d'Ivoire | 2 - 0 | qualifications pour la Coupe du monde |
| 16 juin 1996      | Abidjan       | Côte d'Ivoire - Congo | 1 - 1 | qualifications pour la Coupe du monde |
| 28 février 1999   | Pointe Noire, | Congo - Côte d'Ivoire | 1 - 0 | qualification à la CAN                |
| 11 avril 1999     | Abidjan       | Côte d'Ivoire - Congo | 2 - 0 | qualification à la CAN                |
| 22 avril 2001     | Abidjan       | Côte d'Ivoire - Congo | 2 - 0 | qualifications pour la Coupe du monde |
| 15 juillet 2001   | Pointe Noire  | Congo - Côte d'Ivoire | 1 - 1 | qualifications pour la Coupe du monde |

Bilan
- Total de matchs disputés : 13
- Victoires de l'équipe de Côte d'Ivoire : 8
- Victoires de l'équipe du Congo-Brazzaville : 4
- Match nul : 3

### Congo-Kinshasa
| Date             | Lieu         | Match                                | Score | Compétition                           |
| 16 avril 1963    | Dakar,       | Côte d'Ivoire - Congo-Léopoldville   | 1 - 1 | Match amical                          |
| 19 juillet 1965  | Brazzaville, | Côte d'Ivoire - Congo-Léopoldville   | 2 - 2 | Match amical                          |
| 14 novembre 1965 | Sfax,        | Côte d'Ivoire - Congo-Léopoldville   | 3 - 0 | Phase finale de la CAN                |
| 5 mars 1985      | Abidjan,     | Côte d'Ivoire - Zaïre                | 2 - 1 | Match amical                          |
| 24 novembre 1985 | Kinshasa,    | Zaïre - Côte d'Ivoire                | 1 - 2 | Match amical                          |
| 18 mars 1987     | Abidjan,     | Côte d'Ivoire - Zaïre                | 2 - 1 | Match amical                          |
| 22 mars 1987     | Abidjan,     | Côte d'Ivoire - Zaïre                | 1 - 3 | Match amical                          |
| 18 mars 1988     | Casablanca,  | Zaïre - Côte d'Ivoire                | 1 - 1 | Phase finale de la CAN                |
| 1er juin 1989    | Abidjan,     | Côte d'Ivoire - Zaïre                | 1 - 2 | Match amical                          |
| 5 janvier 1992   | Kinshasa,    | Zaïre - Côte d'Ivoire                | 2 - 0 | Match amical                          |
| 10 mars 2001     | Kinshasa,    | Congo-Kinshasa - Côte d'Ivoire       | 1 - 2 | Qualifications pour la Coupe du monde |
| 29 juillet 2001  | Abidjan,     | Côte d'Ivoire - Congo-Kinshasa       | 1 - 2 | Qualifications pour la Coupe du monde |
| 29 janvier 2002  | Kayes,       | Congo-Kinshasa - Côte d'Ivoire       | 3 - 1 | Phase finale de la CAN                |
| 9 février 2005   | Rouen,       | Côte d'Ivoire - Congo Kinshasa       | 2 - 2 | Match amical                          |
| 11 octobre 2014  | Kinshasa,    | Congo-Kinshasa - Côte d'Ivoire       | 1 - 2 | Qualifications pour la CAN            |
| 15 octobre 2014  | Abidjan,     | Côte d'Ivoire - Congo-Kinshasa       | 3 - 4 | Qualifications pour la CAN            |
| 4 février 2015   | Bata,        | Côte d'Ivoire - Congo Kinshasa (RDC) | 3 - 1 | Demi-finale de la CAN 2015            |
| 20 janvier 2017  | Oyem,        | Côte d'Ivoire - Congo-Kinshasa       | 2-2   | CAN 2017                              |
| 13 octobre 2019  | Amiens,      | Côte d'Ivoire - RD Congo             | 3-1   | Match amical                          |
| 18 janvier 2023  | Annaba,      | RD Congo - Côte d'Ivoire             | 0-0   | CHAN 2023                             |
| 07 février 2024  | Bouaké,      | Côte d'Ivoire - RD Congo             | 1-0   | Demi-finale de la CAN 2023            |

Bilan
- Total de matchs disputés : 21
- Victoires de l'équipe de Côte d'Ivoire : 9
- Victoires de l'équipe du Congo-Kinshasa : 6
- Match nul : 6.

Date :  Janvier 2017.
Lieu :   Gabon.
Compétition : Phases de poules de la Coupe d'Afrique des nations 2017.
Score :  RD Congo  2-2  Côte d'Ivoire 
Date : Septembre 2019.
Lieu : France.
Compétition : Match Amical.
Score :   Côte d'Ivoire  1-0  RD Congo 

### Corée du Nord
| Date         | Lieu                        | Match                         | Score | Compétition                    |
| 25 juin 2010 | Mbombela Stadium, Nelspruit | Côte d'Ivoire - Corée du Nord | 3 - 0 | Coupe du monde 2010 (groupe G) |

Bilan
- Total de matchs disputés : 1
- Victoires de l'équipe de Côte d'Ivoire : 1
- Victoires de la Corée du Nord : 0
- Match nul : 0

## E

### Égypte
| Date              | Lieu         | Match                  | Score                    | Compétition                           |
| 16 février 1970   | Khartoum     | Égypte - Côte d'Ivoire | 3 - 1                    | phase de la CAN                       |
| 6 mars 1974       | Le Caire     | Égypte - Côte d'Ivoire | 2 - 0                    | phase de la CAN                       |
| 8 mars 1980       | Lagos        | Égypte - Côte d'Ivoire | 2 - 1                    | phase de la CAN                       |
| 7 mars 1984       | Abidjan      | Côte d'Ivoire - Égypte | 1 - 2                    | phase de la CAN                       |
| 31 janvier 1985   | Abidjan      | Côte d'Ivoire - Égypte | 0 - 1                    | Match amical                          |
| 19 novembre 1985  | Kinshasa     | Égypte - Côte d'Ivoire | 0 - 1                    | Match amical                          |
| 10 mars 1986      | Le Caire     | Égypte - Côte d'Ivoire | 2 - 0                    | phase de la CAN                       |
| 4 août 1987       | Nairobi      | Côte d'Ivoire - Égypte | 1 - 2                    | Match amical                          |
| 2 mars 1990       | Abidjan      | Côte d'Ivoire - Égypte | 3 - 1                    | phase de la CAN                       |
| 26 juillet 1992   | Abidjan      | Côte d'Ivoire - Égypte | 2 - 0                    | Match amical                          |
| 28 juillet 1992   | Abidjan      | Côte d'Ivoire - Égypte | 2 - 2                    | Match amical                          |
| 21 février 1998   | Ouagadougou  | Côte d'Ivoire - Égypte | 0 - 0 (a.p.) (4 - 5 TAB) | phase de la CAN                       |
| 16 septembre 1998 | Le Caire     | Égypte - Côte d'Ivoire | 0 - 0                    | Match amical                          |
| 9 janvier 2000    | Abidjan      | Côte d'Ivoire - Égypte | 2 - 0                    | Match amical                          |
| 2 septembre 2000  | Alexandrie   | Égypte - Côte d'Ivoire | 1 - 0                    | Qualifications à la CAN               |
| 17 juin 2001      | Abidjan      | Côte d'Ivoire - Égypte | 2 - 2                    | Qualifications à la CAN               |
| 20 juin 2004      | Alexandrie   | Égypte - Côte d'Ivoire | 1 - 2                    | Qualifications pour la Coupe du monde |
| 19 juin 2005      | Abidjan      | Côte d'Ivoire - Égypte | 2 - 0                    | Qualifications pour la Coupe du monde |
| 28 janvier 2006   | Le Caire     | Égypte - Côte d'Ivoire | 3 - 1                    | phase finale de la CAN                |
| 10 février 2006   | Le Caire     | Égypte - Côte d'Ivoire | 0 - 0 (a.p.) (4 - 2 TAB) | phase finale de la CAN                |
| 22 août 2007      | Paris        | Égypte - Côte d'Ivoire | 0 - 0                    | Match amical                          |
| 7 février 2008    | Kumasi       | Côte d'Ivoire - Égypte | 1 - 4                    | phase finale de la CAN                |
| 14 janvier 2013   | Abu Dhabi 🇦🇪 | Côte d'Ivoire - Égypte | 4 - 2                    | Match amical                          |
| 26 janvier 2022   | Douala       | Côte d'Ivoire - Égypte | 0 - 0 (a.p.) (4 - 5 TAB) | CAN 2022                              |

Bilan
- Total de matchs disputés : 24
- Victoire de l'équipe de Côte d'Ivoire : 7
- Victoire de l'équipe de l'Égypte : 13
- Match nul : 4

### Espagne
| Date          | Lieu       | Match                   | Score | Compétition |
| 1er mars 2006 | Valladolid | Espagne - Côte d'Ivoire | 3 - 2 | amical      |

Bilan
- Total de matchs disputés : 1
- Victoires de l'équipe d'Espagne : 1
- Victoires de l'équipe de Côte d'Ivoire : 0
- Matchs nuls : 0

### États-Unis
| Date            | Lieu  | Match                      | Score | Compétition                                            |
| 19 octobre 1992 | Riyad | États-Unis - Côte d'Ivoire | 5 - 2 | Coupe des confédérations 1992 (Match pour la 3e place) |

Bilan
- Total de matchs disputés : 1
- Victoire de l'équipe de Côte d'Ivoire : 0
- Victoire de l'équipe des États-Unis : 1
- Match nul : 0

## F

### France
| Date             | Lieu        | Match                  | Score | Compétition |
| 17 août 2005     | Montpellier | France - Côte d'Ivoire | 3 - 0 | amical      |
| 15 novembre 2016 | Lens        | France - Côte d'Ivoire | 0 - 0 | amical      |
| 25 mars 2022     | Marseille   | France - Côte d'Ivoire | 2 - 1 | amical      |

Bilan
- Total de matchs disputés : 3
- Victoires de l'équipe de France : 2
- Matchs nuls : 1
- Victoires de l'équipe de Côte d'Ivoire : 0
- Total de buts marqués par l'équipe de France : 5
- Total de buts marqués par l'équipe de Côte d'Ivoire : 1

## G

### Grèce
| Date         | Lieu      | Match                 | Score | Compétition                    |
| 24 juin 2014 | Fortaleza | Grèce - Côte d'Ivoire | 2-1   | Coupe du monde 2014 (Groupe C) |

Bilan
- Total de matchs disputés : 0
- Victoires de la Grèce : 1
- Victoires de la Côte d'Ivoire : 0
- Matchs nuls : 0

### Guinée-Bissau
| Date       | Lieu    | Match                        | Score | Compétition |
| ---------- | ------- | ---------------------------- | ----- | ----------- |
| 13/01/2024 | Abidjan | Côte d'Ivoire- Guinea-Bissau | 2/0   | CAN 2023    |

### Guinée Équatoriale
| Date       | Lieu    | Match                              | Score | Compétition |
| 04.02.12   | Malabo  | Côte d'Ivoire - Guinée Équatoriale | 3-0   | CAN 2012    |
| ---------- | ------- | ---------------------------------- | ----- | ----------- |
| 12.01.22   | Douala  | Guinée Équatoriale - Côte d'Ivoire | 0-1   | CAN 2022    |
| 22/01/2024 | Abidjan | Guinée Équatoriale - Côte d'Ivoire | 4-0   | CAN 2024    |

## I

### Italie
| Date             | Lieu    | Match                  | Score | Compétition |
| 16 novembre 2005 | Genève  | Italie - Côte d'Ivoire | 1 - 1 | amical      |
| 10 août 2010     | Londres | Italie - Côte d'Ivoire | 0 - 1 | amical      |

Bilan
- Total de matchs disputés : 2
- Victoires de l'équipe de Côte d'Ivoire : 1
- Victoires de l'équipe d'Italie : 0
- Match nul : 1

## J

### Japon
| Date           | Lieu   | Match                 | Score      | Compétition                    |
| 4 octobre 1993 | Tokyo  | Japon - Côte d'Ivoire | 1-0 (a.p.) | Match amical                   |
| 24 mai 2008    | Toyota | Japon - Côte d'Ivoire | 1-0        | Match amical                   |
| 4 juin 2010    | Sion   | Japon - Côte d'Ivoire | 0-2        | Match amical                   |
| 14 juin 2014   | Recife | Côte d'Ivoire - Japon | 2-1        | Coupe du monde 2014 (Groupe C) |

Date : Octobre 2021.
Lieu:  Pays Bas
Score : Côte d'Ivoire 0-1 Japon.
Compétition : Match Amical.
Bilan
Total de matchs disputés : 5
- Victoires de l'équipe du Japon : 3
- Match nul : 0
- Victoires de l'équipe de Côte d'Ivoire : 2

## M

### Mali

#### Confrontations
Confrontations entre le Mali et la Côte d'Ivoire en matches officiels :
|    | Date             | Lieu               | Match                | Score | Compétition                                                     |
| -- | ---------------- | ------------------ | -------------------- | ----- | --------------------------------------------------------------- |
| 1  | 8 octobre 1969   | Bamako             | Mali - Côte d'Ivoire | 0-0   | Qualifications à la Coupe d'Afrique des nations 1970 (2e tour)  |
| 2  | 22 octobre 1969  | Abidjan            | Côte d'Ivoire - Mali | 4-0   | Qualifications à la Coupe d'Afrique des nations 1970 (2e tour)  |
| 3  | 9 janvier 1983   | Abidjan            | Côte d'Ivoire - Mali | 0-1   | Match amical                                                    |
| 4  | 17 avril 1983    | Bamako             | Mali - Côte d'Ivoire | 1-2   | Match amical                                                    |
| 5  | 15 décembre 1983 | Abidjan            | Côte d'Ivoire - Mali | 1-1   | Coupe CEDEAO 1983 (demi-finale)                                 |
| 6  | 29 janvier 1984  | Abidjan            | Côte d'Ivoire - Mali | 4-1   | Match amical                                                    |
| 7  | 31 mars 1985     | Abidjan            | Côte d'Ivoire - Mali | 6-0   | Qualifications à la Coupe d'Afrique des nations 1986 (1er tour) |
| 8  | 14 avril 1985    | Bamako             | Mali - Côte d'Ivoire | 1-1   | Qualifications à la Coupe d'Afrique des nations 1986 (1er tour) |
| 9  | 16 juillet 1989  | Bamako             | Mali - Côte d'Ivoire | 2-2   | Qualifications à la Coupe d'Afrique des nations 1990 (2e tour)  |
| 10 | 30 juillet 1989  | Abidjan            | Côte d'Ivoire - Mali | 3-1   | Qualifications à la Coupe d'Afrique des nations 1990 (2e tour)  |
| 11 | 19 décembre 1993 | Bamako             | Mali - Côte d'Ivoire | 0-1   | Match amical                                                    |
| 12 | 10 avril 1994    | Tunis              | Mali - Côte d'Ivoire | 1-3   | Coupe d'Afrique des nations 1994 (match pour la 3e place)       |
| 13 | 7 août 1994      | Abidjan            | Côte d'Ivoire - Mali | 2-1   | Match amical                                                    |
| 14 | 13 mai 1995      | Abidjan            | Côte d'Ivoire - Mali | 0-1   | Match amical                                                    |
| 15 | 23 juillet 1995  | Bamako             | Mali - Côte d'Ivoire | 2-2   | Match amical                                                    |
| 16 | 9 décembre 1995  | Bouaké             | Côte d'Ivoire - Mali | 2-1   | Match amical                                                    |
| 17 | 23 février 1997  | Bamako             | Mali - Côte d'Ivoire | 1-2   | Qualifications à la Coupe d'Afrique des nations 1998 (gr. 2)    |
| 18 | 27 juillet 1997  | Bouaké             | Côte d'Ivoire - Mali | 4-2   | Qualifications à la Coupe d'Afrique des nations 1998 (gr. 2)    |
| 19 | 4 octobre 1998   | Bamako             | Mali - Côte d'Ivoire | 0-1   | Qualifications à la Coupe d'Afrique des nations 2000 (gr. 3)    |
| 20 | 20 juin 1999     | Abidjan            | Côte d'Ivoire - Mali | 0-0   | Qualifications à la Coupe d'Afrique des nations 2000 (gr. 3)    |
| 21 | 5 décembre 2001  | Sikasso            | Mali - Côte d'Ivoire | 0-3   | Match amical                                                    |
| 22 | 29 janvier 2008  | Accra              | Côte d'Ivoire - Mali | 3-0   | Coupe d'Afrique des nations 2008 (gr. B)                        |
| 23 | 6 février 2011   | Omdourman          | Côte d'Ivoire - Mali | 1-0   | Championnat d'Afrique des nations 2011 (gr. C)                  |
| 24 | 8 février 2011   | Valence            | Mali - Côte d'Ivoire | 0-1   | Match amical                                                    |
| 25 | 8 février 2012   | Libreville         | Mali - Côte d'Ivoire | 0-1   | Coupe d'Afrique des nations 2012 (demi-finale)                  |
| 26 | 27 mai 2012      | Saint-Leu-la-Forêt | Côte d'Ivoire - Mali | 2-1   | Match amical                                                    |
| 27 | 24 janvier 2015  | Malabo             | Côte d'Ivoire - Mali | 1-1   | Coupe d'Afrique des nations 2015 (gr. D)                        |
| 28 | 4 février 2016   | Kigali             | Mali - Côte d'Ivoire | 1-0   | Championnat d'Afrique des nations 2016 (demi-finale)            |
| 29 | 8 octobre 2016   | Bouaké             | Côte d'Ivoire - Mali | 3-1   | Éliminatoires de la Coupe du monde 2018 (zone Afrique, gr. C)   |
| 30 | 6 octobre 2017   | Bamako             | Mali - Côte d'Ivoire | 0-0   | Éliminatoires de la Coupe du monde 2018 (zone Afrique, gr. C)   |
| 31 | 8 juillet 2019   | Suez               | Mali - Côte d'Ivoire | 0-1   | Coupe d'Afrique des nations 2019 (1/8 de finale)                |
| 32 | 2 Février 2024   | Bouaké             | Mali - Côte d'Ivoire | 1-2   | CAN 2024 (1/4 De Finale)                                        |

#### Bilan
- Total de matchs disputés : 32
- Victoires du Mali : 3
- Matchs nuls : 8
- Victoires de la Côte d'Ivoire : 21
- Total de buts marqués par le Mali : 22
- Total de buts marqués par la Côte d'Ivoire : 58

### Maroc

#### Confrontations
Confrontations entre le Maroc et la Côte d'Ivoire  :
|    | Date             | Lieu       | Match                 | Score | Compétition                                                           |
| -- | ---------------- | ---------- | --------------------- | ----- | --------------------------------------------------------------------- |
| 1  | 20 mai 1973      | Abidjan    | Côte d'Ivoire - Maroc | 1-1   | Tours préliminaires à la Coupe du monde 1974 (zone Afrique - 3e tour) |
| 2  | 3 juin 1973      | Tétouan    | Maroc - Côte d'Ivoire | 4-1   | Tours préliminaires à la Coupe du monde 1974 (zone Afrique - 3e tour) |
| 3  | 12 février 1980  | Abidjan    | Côte d'Ivoire - Maroc | 4-4   | Match amical                                                          |
| 4  | 15 janvier 1984  | Abidjan    | Côte d'Ivoire - Maroc | 3-3   | Match amical                                                          |
| 5  | 20 mars 1986     | Le Caire   | Côte d'Ivoire - Maroc | 3-2   | Coupe d'Afrique des nations 1986 (match pour la 3e place)             |
| 6  | 19 mars 1988     | Casablanca | Maroc - Côte d'Ivoire | 0-0   | Coupe d'Afrique des nations 1988 (gr. A)                              |
| 7  | 13 janvier 1991  | Rabat      | Maroc - Côte d'Ivoire | 3-1   | Qualifications à la Coupe d'Afrique des nations 1992 (gr. 3)          |
| 8  | 28 juillet 1991  | Abidjan    | Côte d'Ivoire - Maroc | 2-0   | Qualifications à la Coupe d'Afrique des nations 1992 (gr. 3)          |
| 9  | 13 novembre 1994 | Casablanca | Maroc - Côte d'Ivoire | 1-0   | Qualifications à la Coupe d'Afrique des nations 1996 (gr. 7)          |
| 10 | 4 juin 1995      | Abidjan    | Côte d'Ivoire - Maroc | 2-0   | Qualifications à la Coupe d'Afrique des nations 1996 (gr. 7)          |
| 11 | 30 avril 2003    | Rabat      | Maroc - Côte d'Ivoire | 0-1   | Match amical                                                          |
| 12 | 21 janvier 2006  | Le Caire   | Maroc - Côte d'Ivoire | 0-1   | Coupe d'Afrique des nations 2006 (gr. A)                              |
| 13 | 9 juin 2012      | Marrakech  | Maroc - Côte d'Ivoire | 2-2   | Éliminatoires de la Coupe du monde 2014 (zone Afrique, gr. C)         |
| 14 | 7 septembre 2013 | Abidjan    | Côte d'Ivoire - Maroc | 1-1   | Éliminatoires de la Coupe du monde 2014 (zone Afrique, gr. C)         |
| 15 | 9 octobre 2015   | Agadir     | Maroc - Côte d'Ivoire | 0-1   | Match amical                                                          |
| 16 | 20 janvier 2016  | Kigali     | Maroc - Côte d'Ivoire | 0-1   | Championnat d'Afrique des nations 2016 (gr. A)                        |
| 17 | 12 novembre 2016 | Marrakech  | Maroc - Côte d'Ivoire | 0-0   | Éliminatoires de la Coupe du monde 2018 (zone Afrique, gr. C)         |
| 18 | 24 janvier 2017  | Oyem       | Maroc - Côte d'Ivoire | 1-0   | Coupe d'Afrique des nations 2017 (gr. C)                              |
| 19 | 11 novembre 2017 | Abidjan    | Côte d'Ivoire - Maroc | 0-2   | Éliminatoires de la Coupe du monde 2018 (zone Afrique, gr. C)         |
| 20 | 28 juin 2019     | Le Caire   | Maroc - Côte d'Ivoire | 1-0   | Coupe d'Afrique des nations 2019 (gr. D)                              |
| 21 | 14 octobre 2023  | Abidjan    | Côte d'Ivoire - Maroc | 1-1   | Match amical                                                          |

#### Bilan
Au 29 juin 2019 :
- Total de matchs disputés : 20
- Victoires du Maroc : 6
- Matchs nuls : 8
- Victoires de la Côte d'Ivoire : 7
- Total de buts marqués par le Maroc : 25
- Total de buts marqués par la Côte d'Ivoire : 26

### Maurice
| Date         | Lieu                      | Match                   | Score | Compétition  |
| 21 mars 2007 | Belle Vue Maurel, Maurice | Maurice - Côte d'Ivoire | 0-3   | Match amical |

## N

### Namibie

#### Confrontations
Confrontations entre la Namibie et la Côte d'Ivoire  :
|   | Date             | Lieu           | Match                   | Score | Compétition                                                  |
| - | ---------------- | -------------- | ----------------------- | ----- | ------------------------------------------------------------ |
| 1 | 11 décembre 1994 | Windhoek       | Namibie - Côte d'Ivoire | 2-1   | Match amical                                                 |
| 2 | 8 février 1998   | Bobo-Dioulasso | Côte d'Ivoire - Namibie | 4-3   | Coupe d'Afrique des nations 1998 (gr. C)                     |
| 3 | 24 janvier 1999  | Abidjan        | Côte d'Ivoire - Namibie | 3-0   | Qualifications à la Coupe d'Afrique des nations 2000 (gr. 3) |
| 4 | 5 juin 1999      | Windhoek       | Namibie - Côte d'Ivoire | 1-1   | Qualifications à la Coupe d'Afrique des nations 2000 (gr. 3) |
| 5 | 14 janvier 2018  | Marrakech      | Côte d'Ivoire - Namibie | 0-1   | Championnat d'Afrique des nations 2018 (gr. B)               |
| 6 | 1er juillet 2019 | Le Caire       | Namibie - Côte d'Ivoire | 1-4   | Coupe d'Afrique des nations 2019 (gr. D)                     |

#### Bilan
Au 3 juillet 2019 :
- Total de matchs disputés : 6
- Victoires de la Namibie : 2
- Matchs nuls : 1
- Victoires de la Côte d'Ivoire : 3
- Total de buts marqués par la Namibie : 8
- Total de buts marqués par la Côte d'Ivoire : 13

### Nigeria
DERNIÈRES CONFRONTATIONS OFFICIELLE
| 21/01/2008 | Sekondi-Takoradi | Nigeria - Côte d'Ivoire | 0-1 | CAN 2008 |
| ---------- | ---------------- | ----------------------- | --- | -------- |
| 03/02/2013 | Rustenburg       | Côte d'Ivoire - Nigeria | 1-2 | CAN 2013 |
| 18/01/2024 | Abidjan          | Côte d'Ivoire - Nigeria | 0-1 | CAN 2024 |
| 11/02/2024 | Abidjan          | Nigeria - Côte d'Ivoire | 1-2 | CAN 2024 |

## P

### Pays-Bas
| Date         | Lieu      | Match                    | Score | Compétition                    |
| 16 juin 2006 | Stuttgart | Pays-Bas - Côte d'Ivoire | 2 - 1 | Coupe du monde 2006 (groupe C) |

Bilan
- Total de matchs disputés : 1
- Victoires de l'équipe des Pays-Bas : 1
- Victoires de l'équipe de Côte d'Ivoire : 0
- Match nul : 0

### Portugal
| Date         | Lieu                                       | Match.                   | Score | Compétition                    |
| 15 juin 2010 | Nelson Mandela Bay Stadium, Port Elizabeth | Côte d'Ivoire - Portugal | 0 - 0 | Coupe du monde 2010 (Groupe G) |

Bilan
- Total de matchs disputés : 1
- Victoires de l'Équipe de Côte d'Ivoire : 0
- Victoires de l'Équipe du Portugal : 0
- Matchs nuls : 1

### République Démocratique du Congo
| Date            | Lieu    | Match.                              | Score | Compétition            |
| --------------- | ------- | ----------------------------------- | ----- | ---------------------- |
| 15 Octobre 2014 | Abidjan | Côte d'Ivoire - République Du Congo | 2-3   | Qualification CAN 2015 |
| 4 Février 2015  | Bata    | République Du Congo - Côte d'Ivoire | 1-3   | CAN 2015 (Demi-Finale) |
| 20 Janvier 2017 | Oyem    | Côte d'Ivoire - République Du Congo | 2-2   | CAN 2017 (Groupe C)    |
| 7 Février 2024  | Abidjan | Côte d'Ivoire - République Du Congo | 1-0   | CAN 2024 (Demi Finale) |

## R

### République centrafricaine

#### Confrontations
Confrontations entre la République centrafricaine et la Côte d'Ivoire :
|   | Date              | Lieu    | Match                                     | Score | Compétition                                                     |
| - | ----------------- | ------- | ----------------------------------------- | ----- | --------------------------------------------------------------- |
| 1 | 16 avril 1973     | Bangui  | République centrafricaine - Côte d'Ivoire | 4-2   | Qualifications à la Coupe d'Afrique des nations 1974 (1er tour) |
| 2 | 30 septembre 1973 | Abidjan | Côte d'Ivoire - République centrafricaine | 2-1   | Qualifications à la Coupe d'Afrique des nations 1974 (1er tour) |
| 3 | 12 octobre 2018   | Bouaké  | Côte d'Ivoire - République centrafricaine | 4-0   | Qualifications à la Coupe d'Afrique des nations 2019 (gr. H)    |
| 4 | 16 octobre 2018   | Bangui  | République centrafricaine - Côte d'Ivoire | 0-0   | Qualifications à la Coupe d'Afrique des nations 2019 (gr. H)    |

#### Bilan
Au 19 avril 2019 :
- Total de matchs disputés : 4
- Victoires de la République centrafricaine : 1
- Matchs nuls : 1
- Victoires de la Côte d'Ivoire : 2
- Total de buts marqués par la République centrafricaine : 5
- Total de buts marqués par la Côte d'Ivoire : 8

## S

### Sénégal
| Date        | Lieu         | Match                    | Score    | Compétition             |
| ----------- | ------------ | ------------------------ | -------- | ----------------------- |
| 12 Oct 2012 | Dakar        | Sénégal vs Côte d´Ivoire | 0-2      | Qualification CAN 2012  |
| 11 Oct 2013 | Abidjan      | Côte d´Ivoire - Sénégal  | 1-3      | Qualification FIFA 2014 |
| 15 Nov 2013 | Dakar        | Sénégal vs Côte d´Ivoire | 1-1      | Qualification FIFA 2014 |
| 29 Jan 2024 | Yamoussoukro | Sénégal vs Côte d´Ivoire | 1-1(4-5) | CAN 2024 (1/8 De final) |

### Serbie-et-Monténégro
| Date         | Lieu   | Match                                | Score | Compétition                    |
| 21 juin 2006 | Munich | Côte d'Ivoire - Serbie-et-Monténégro | 3 - 2 | Coupe du monde 2006 (groupe C) |

Bilan
- Total de matchs disputés : 1
- Victoires de l'équipe de Serbie et Monténégro : 0
- Victoires de l'équipe de Côte d'Ivoire : 1
- Match nul : 0

### Sierra Leone

#### Confrontations
Confrontations entre la Sierra Leone et la Côte d'Ivoire :
|    | Date             | Lieu          | Match                        | Score | Compétition                                                            |
| -- | ---------------- | ------------- | ---------------------------- | ----- | ---------------------------------------------------------------------- |
| 1  | 15 octobre 1972  | Freetown      | Sierra Leone - Côte d'Ivoire | 0-1   | Tours préliminaires à la Coupe du monde 1974 (zone Afrique - 1er tour) |
| 2  | 29 octobre 1972  | Abidjan       | Côte d'Ivoire - Sierra Leone | 2-0   | Tours préliminaires à la Coupe du monde 1974 (zone Afrique - 1er tour) |
| 3  | 8 janvier 1984   | Yamoussoukro  | Côte d'Ivoire - Sierra Leone | 1-0   | Match amical                                                           |
| 4  | 27 mars 1994     | Sousse        | Côte d'Ivoire - Sierra Leone | 4-0   | Coupe d'Afrique des nations 1994 (gr. C)                               |
| 5  | 26 avril 1995    | Abidjan       | Côte d'Ivoire - Sierra Leone | 4-0   | Match amical                                                           |
| 6  | 6 septembre 2014 | Abidjan       | Côte d'Ivoire - Sierra Leone | 2-1   | Qualifications à la Coupe d'Afrique des nations 2015 (gr. D)           |
| 7  | 14 novembre 2014 | Abidjan       | Sierra Leone - Côte d'Ivoire | 1-5   | Qualifications à la Coupe d'Afrique des nations 2015 (gr. D)           |
| 8  | 6 septembre 2015 | Port Harcourt | Sierra Leone - Côte d'Ivoire | 0-0   | Qualifications à la Coupe d'Afrique des nations 2017 (gr. I)           |
| 9  | 3 septembre 2016 | Bouaké        | Côte d'Ivoire - Sierra Leone | 1-1   | Qualifications à la Coupe d'Afrique des nations 2017 (gr. I)           |
| 10 | 16 janvier 2022  | Douala        | Côte d'Ivoire - Sierra Leone | 2-2   | Coupe d'Afrique des nations 2022 (gr.E)                                |

#### Bilan
- Total de matchs disputés : 10
- Victoires de la Sierra Leone : 0
- Matchs nuls : 3
- Victoires de la Côte d'Ivoire : 7
- Total de buts marqués par la Sierra Leone : 5
- Total de buts marqués par la Côte d'Ivoire : 22

### Suisse
| Date            | Lieu    | Match                  | Score | Compétition  |
| 2 décembre 1983 | Abidjan | Côte d'Ivoire - Suisse | 1 - 0 | Match amical |
| 27 mai 2006     | Bâle    | Suisse - Côte d'Ivoire | 1 - 1 | Match amical |

Bilan
- Total de matchs disputés : 2
- Victoires de l'équipe de Côte d'Ivoire : 1
- Victoires de l'équipe de Suisse : 0
- Matchs nuls : 1